# Hescamps
Hescamps is een gemeente in het Franse departement Somme (regio Hauts-de-France) en telt 469 inwoners (2005). De plaats maakt deel uit van het arrondissement Amiens.

## Geografie
De oppervlakte van Hescamps bedraagt 33,7 km², de bevolkingsdichtheid is 13,9 inwoners per km².
De onderstaande kaart toont de ligging van Hescamps met de belangrijkste infrastructuur en aangrenzende gemeenten.

## Demografie
Onderstaande figuur toont het verloop van het inwonertal (bron: INSEE-tellingen).

1. ↑  Populations de référence 2022.